# 베트남 사법부
베트남 사법부(베트남어: Bộ Tư pháp, 영어: Ministry of Justice 약칭: MOJ)는 베트남의 정부 부처로 법률과 규정의 개발과 시행, 법률규범문서의 사후 검토, 행정절차의 통제, 법률 보급과 교육에 관한 국정운영을 담당한다. 베트남 사법부는 또한 행정 위반의 취급에 관한 법률과 규정의 시행에 더하여 전국적으로 민사 및 행정 심판, 사법 행정 활동, 사법 업무 지원, 사법 업무 지원, 국가 보상 및 판결 집행 장관 목록행정 구역및 기타 사법 업무를 관리한다.

## 내각 구성
- 입법개발총국
- 경제민법학과
- 형사행정법학과
- 국제법학과
- 법률 보급 및 교육부
- 기획 재정부
- 국제협력부
- 조직 및 인사부
- 법무부 감찰관
- 정부청사
- 민형총국
- 법률규범문서 사후검토국
- 행정절차통제국
- 시민 지위, 국적, 인증국
- 입양국
- 법률지원국
- 국가 보안 거래 등록국
- 국고보전국
- 사법지원국
- 정보 기술국

## 행정 구성
- 법학 연구소
- 하노이 법학대학
- 사법출판사
- 베트남 법률신문
- 민주주의와 법률 저널

## 역대 부장 목록
| 대 | 이름           | 임기 시작 | 임기 종료 | 위치                                                             |
| 1  | 부 쫑 카인     | 1945년    | 1946년    | 임시정부 사법부장                                                |
| 2  | 부 딘 홰       | 1946년    | 1959년    | 1959년, 사법부는 제 10차 국회 의결에 따라 일시적으로 해산되었다. |
| 3  | 쩐 꽁 뜨엉     | 1972년    | 1978년    | 내각 법제위원회 주임                                             |
| 4  | 응우옌 응옥 민 | 1978년    | 1980년    | 내각 법제위원회 주임                                             |
| 5  | 쩐 꽝 후이     | 1980년    | 1981년    | 정부 법제위원회 주임 겸 부장                                     |
| 6  | 판 히엔        | 1981년    | 1992년    | 사법부장직 부활                                                  |
| 7  | 응웬 딘록      | 1992년    | 2002년    | 사법부장                                                         |
| 8  | 우 추추 루우   | 2002년    | 2007년    | 사법부장                                                         |
| 9  | 하흥 쿠옹      | 2007년    | 2016년    | 사법부장                                                         |
| 10 | 레 탄롱        | 2016년    | 현직      | 사법부장                                                         |

## 같이 보기
- 베트남의 정치